# تيريزا بول
تيريزا بول (بالإنجليزية: Teresa Poole)‏ هي دراجة أسترالية، ولدت في 28 يناير 1964.